# See the Sun
See the Sun is het tweede studioalbum van de Australische singer-songwriter Pete Murray. Het album kwam uit in september 2005 op het label van Sony BMG. Net als het eerste album Feeler bereikte dit album de 1e plaats in de Australische albumlijst. In Nederland werd van dit album vooral de single Opportunity gedraaid op de radio.

## Nummers
1. "Opportunity" – 3:37
2. "Class A" – 3:04
3. "Fly With You" – 4:20
4. "Smile" – 3:39
5. "Better Days" – 3:43
6. "George's Helper" – 3:50
7. "Lost Soul" – 2:52
8. "Remedy" – 4:28
9. "Trust" – 2:51
10. "See The Sun" – 3:25
11. "Security" – 3:39
12. "This Pill" – 3:52